# Ненад Ђорђевић
Ненад Ђорђевић (Параћин, 7. август 1979) бивши је српски фудбалер.

## Каријера
Наступао за ФК Земун, ФК Јединство из Параћина (1998—99) и београдски Обилић (1999—2003), да би од 2003. обукао „црно-бели” дрес ФК Партизан који је носио до 2010. године, са изузетком шестомесечног излета у јапански ЏЕФ јунајтед (2007). Био је учесник Лиге шампиона (2003) са Партизаном и капитен екипе која је по први пут у историји клуба освојила две узастопне „дупле круне” (2008, 2009).
Био капитен београдског Партизана све до зимске паузе у сезони 2009—10, када му је по повратку са одмора речено да клуб не рачуна на њега и да не долази на прозивку пред почетак припрема. Ђорђевићев уговор са Партизаном је трајао још две и по године, а када је почео да тренира са млађим категоријама, било је јасно да ће дефинитивно потражити нови клуб.
У априлу 2010. наставио каријеру у руској екипи Крила Совјетов, након што је споразумно раскинуо уговор са црно-белима. У тиму из Самаре наступао све до јануара 2012. када је добио отказ због крајње бизарног разлога, а то је његова висина, јер је тренер руског тима одлучио да је превише добар за клупу, а превише низак за прву поставу?!
Каријеру наставио у Шведској где је наступао за Калмар (2012—2016) и нижеразредни ИФК Берга (2016).
Ненад Ђорђевић је 17 пута наступао за репрезентацију СР Југославије/Србије и Црне Горе и постигао један гол. За сениорску фудбалску репрезентацију СР Југославије је дебитовао 17. априла 2002. у пријатељској утакмици против репрезентације Литваније. Био је у саставу репрезентације Србије и Црне Горе на Светском првенству 2006., где је одиграо две утакмице.

## Трофеји
Партизан
- Првенство Србије и Црне Горе (1) : 2004/05.
- Првенство Србије (3) : 2007/08, 2008/09, 2009/10.[6]
- Куп Србије (2) : 2007/08, 2008/09.